# Exploración de Plutón

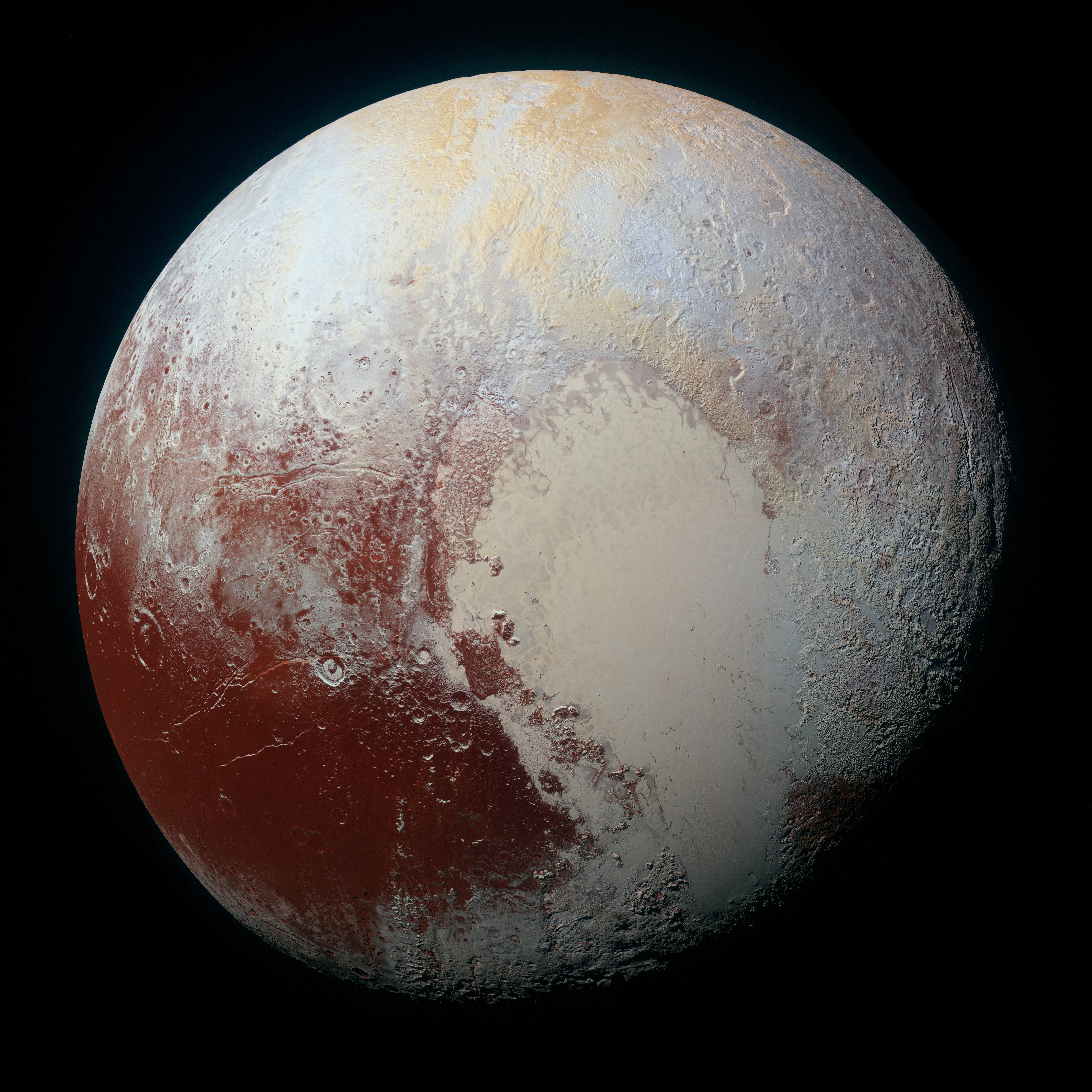
Una de las primeras fotos enviadas de Plutón por New Horizons durante su máximo acercamiento.

La exploración de Plutón empezó con la llegada de la sonda Nuevos Horizontes en julio de 2015, aunque los planes para una misión de este tipo habían estado en vigor desde hace muchas décadas. No hay ningún plan hasta ahora para una misión de seguimiento.

## Primeras propuestas de misión
La exploración de Plutón estuvo contemplada desde su descubrimiento por Clyde Tombaugh en 1930, sin embargo, llevarlo a cabo presenta grandes desafíos debido a tanto a su pequeña masa como a su lejanía respecto a la Tierra. Entre las muchas misiones planteadas estuvo la sonda espacial Voyager 1: después de la visita que hizo a Saturno en 1980 se pensó en utilizar la asistencia gravitatoria de este planeta para dirigirla hacia Plutón y realizar así sobre él un sobrevuelo, que hubiera ocurrido en marzo de 1986. Sin embargo, los responsables del programa Voyager tomaron como objetivo preferente enviarla al segundo satélite más grande del sistema solar, Titán. Descartado el sobrevuelo a Plutón toda vez que era imposible redirigir la sonda desde Titán, algo que hubiera implicaría salirse de la eclíptica, hubo que esperar otra oportunidad para su exploración. En agosto de 1989 la Voyager 2 sobrevoló Neptuno, quedando Plutón como el único planeta (en la época aún se le consideraba así) que no había sido visitado por una sonda espacial y no existía ninguna misión para su exploración por parte de ninguna de las agencias espaciales. Es ahora cuando resurge el interés de plantear en serio una misión a Plutón y su entorno, comprobar la existencia del Cinturón de Kuiper y buscar cuerpos potencialmente similares a Tritón.

### El grupoPluto Underground,Plutón 350yMariner Mark II

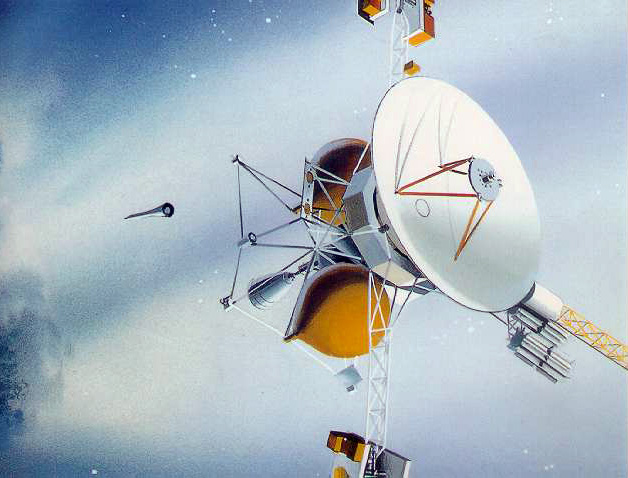
Uno de los muchos conceptos tempranos para una misión a Plutón era enviar la aeronave Mariner Mark II. La idea más tarde sería reemplazada por la idea de una aeronave más pequeña y menos costosa, similar al concepto Plutón 350.

En mayo de 1989, un grupo de científicos e ingenieros, entre los que estaban Alan Stern y Fran Bagenal, formó una alianza llamada Pluto Underground, nombrada en homenaje a Mars Underground, con el que otro grupo obtuvo fondos para retomar las misiones a Marte, a raíz de la falta de proyectos desde el programa Viking. El grupo comenzó una campaña de cartas que tenía por objeto llamar la atención sobre Plutón como objetivo viable para la exploración. En 1990, gracias a presión de la comunidad científica, entre quienes estaba el grupo Pluto Underground, la NASA decidió realizar proyectos para una misión a Plutón. En esa época se pensaba que la atmósfera  de Plutón congelaría y precipitaría a la superficie durante el invierno, por lo que era necesaria una nave o sonda ligera capaz de lograr la llegada a Plutón antes de dicho acontecimiento. Uno de los primeros proyectos fue una aeronave de 40 kilogramos que alcanzaría Plutón en 5 o 6 años. Sin embargo, la idea se desechó toda vez que las técnicas de la época no permitían una miniaturización razonable del instrumental científico a bordo.
Otra propuesta de misión, la Plutón 350, fue desarrollada por Robert Farquhar, desde el Centro de vuelo espacial Goddard, igualmente junto con Alan Stern y Fran Bagenal. Su objetivo era enviar una sonda de 350 kilogramos hasta Plutón. El diseño minimalista perseguía viajar más rápido y de manera más eficiente, en contraste con la mayoría de proyectos de gran presupuesto de la NASA que se desarrollaban en esa época, como Galileo o Cassini-Huygens. Aun así, Plutón 350 traería polémica entre los responsables de la misión de la NASA, que consideraron al proyecto demasiado pequeño y con un alto riesgo. Una alternativa considerada por entonces era enviar a Plutón una configuración del Mariner Mark II, de unos dos mil kilogramos y con un coste de 3'2 mil millones de dólares, en fuerte contraste con el proyecto Plutón 350, de solo 543 millones de dólares. Entre tanto, la carrera espacial tocaba a su fin con la caída del bloque soviético, con lo que al no existir la necesidad imperiosa de quedar delante de ningún otro, el presupuesto de la NASA comenzó a disminuir y se empezaban a elegir misiones cada vez más pequeñas como la Mars Pathfinder o la NEAR Shoemaker.

### Estampilla del Servicio Postal yPluto Fast Flyby
En octubre de 1991, el Servicio Postal de los Estados Unidos publicó una serie de sellos que conmemoraban la exploración del Sistema Solar por la NASA. La serie presentó un sello para todos los planetas, mostrando una imagen de cada planeta y destacando la nave espacial asociada que lo visitó. El sello para Plutón (seguía siendo considerado en la época un planeta) se describió como una esfera sin rasgos, presentado con la frase «aún no explorado» en el lugar donde correspondía ir el nombre de la nave espacial. Los sellos se dieron a conocer en una ceremonia en el Laboratorio de Propulsión a Reacción (JPL). Dos científicos que asistieron al evento: el presidente de la Fundación Mundial del Espacio, Robert Staehle, y el científico de la JPL Stacy Weinstein; se inspiraron en el estatus de inexplorado que el sello le daba a Plutón, para presentar proyectos de exploración para el mismo junto con otros miembros del Laboratorio de Propulsión.
En agosto de 1992, Staehle hizo una llamada telefónica al descubridor de Plutón, Clyde Tombaugh, solicitando permiso para visitar su planeta, quien le respondió que era bienvenido a hacerlo, según Tombaugh, más tarde recordó: «a pesar de que tiene que hacer un largo y frío viaje». En ese mismo año, Staehle, otros ingenieros del JPL y estudiantes del Instituto de Tecnología de California, formaron el proyecto Pluto Fast Flyby (Rápido Sobrevuelo a Plutón). La misión anunciaba la misma ideología del concepto de Plutón 350: de pequeño tamaño y eficiente en su alcance, de modo que la nave espacial fuera capaz de llegar a Plutón más velozmente y ser asequible de desarrollar y poner en marcha. Descrita como "concepto radical", la misión constaría de dos naves espaciales que serían enviadas a Plutón. Ambas pesarían sólo alrededor de 35 a 50 kilogramos cada una (incluyendo 7  kg de instrumentos científicos), y el desarrollo del proyecto costaría menos de 500 millones de dólares, excluyendo el coste de lanzamiento. Descrito por Staehle como un enfoque "más rápido, mejor, y más barato" que los proyectos Plutón 350 y Mariner Mark II, llamó la atención del entonces Administrador de la NASA, Daniel S. Goldin, quién ordenó que todos los trabajos en curso tanto de Plutón 350 como de Mariner Mark II cesaran y se redirigieran sus recursos al nuevo proyecto Pluto Fast Flyby.
Durante el desarrollo de Pluto Fast Flyby, sin embargo, hubo múltiples preocupaciones tanto por parte del administrador de la NASA como por la del equipo de desarrollo de la misión. A medida que la investigación y el desarrollo de la misión progresaron, el tamaño del proyecto, su alcance y su presupuesto se expandieron. Adicionalmente, la moral se vino abajo entre el equipo y el personal que trabajaba en las misiones interplanetarias por la pérdida de la nave espacial Mars Observer, durante la maniobra de puesta en órbita en agosto de 1993. Alan Stern citaría aquel acontecimiento como un factor significativo del bajo entusiasmo para el proyecto Pluto Fast Flyby. Se pretendían usar cohetes Titan IV para lanzar la sonda, lo que habría costado unos 400 millones de dólares cada uno, elevando así el presupuesto a más de mil millones de dólares. Debido a las crecientes limitaciones presupuestarias, el concepto de nave espacial dual fue desechado y reemplazado con la idea de enviar una sola nave espacial a Plutón. Aun así, el proyecto era todavía demasiado caro a ojos del administrador Goldin. Alan Stern, como compromiso con el proyecto, logró un acuerdo con el Instituto Ruso de Investigación Espacial en Moscú, para que Pluto Fast Flyby fuera lanzado en un cohete Protón, ahorrando a la NASA más de 400 millones de dólares sólo en costes de lanzamiento. La propuesta fue remitida al administrador Goldin, pero vetó la propuesta, recomendando en cambio que el JPL estudiara la viabilidad de que Pluto Fast Flyby fuera lanzado a bordo de un cohete más pequeño, como el Delta II.

### Cinturón de Kuiper,Pluto Kuiper Expressy cancelación

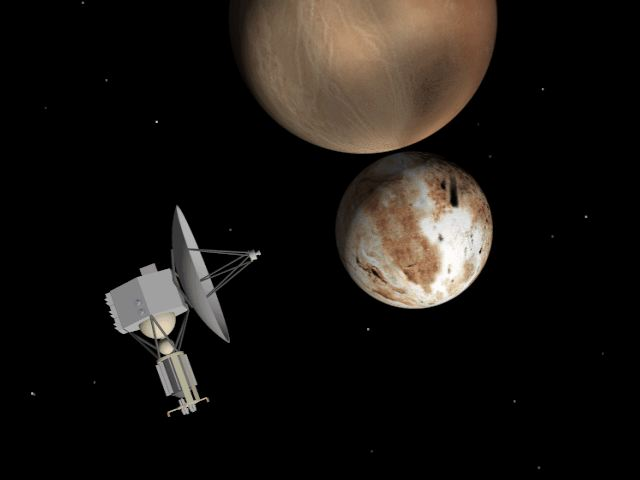
Arte conceptual para el Pluto Kuiper Express; la última fase de la misión proyectada para Plutón, finalmente cancelada en 2000.

Durante el transcurso de la década de 1990, se descubrieron una serie de objetos transneptuniano, confirmando la existencia del cinturón de Kuiper. El interés en una misión al cinturón de Kuiper fue tal que la NASA encargó al JPL redefinir el propósito de la misión no sólo como sobrevuelo de Plutón, sino también como sobrevuelo de varios objetos del cinturón de Kuiper. Por ello, la misión fue rebautizada como Pluto Kuiper Express, tras haber sido anunciada breve e inicialmente como Pluto Express. El peso de la nave espacial fue aumentado nuevamente, esta vez a 175 kilogramos y la NASA fue más permisiva con el presupuesto del proyecto. Sin embargo, Goldin decidiría posteriormente que Pluto Kuiper Express tenía poca importancia y la financiación del proyecto fue reducida drásticamente. Finalmente, a pesar de la selección oficial de instrumentos científicos y el nombramiento de varios investigadores, el director de Misiones Científicas de la NASA, Edward J. Weiler, canceló toda la misión concerniente al cinturón de Kuiper y Plutón en el año 2000, citando crecientes limitaciones presupuestarias, que habían minado el proyecto desde su creación en 1992. En el momento de la cancelación, los costes proyectados superaban los mil millones de dólares.

### Propuesta de exploración de 2003
La más ambiciosa de las propuestas, una misión para orbitar, aterrizar y retornar con muestras de Plutón estuvo sobre la mesa en 2003. El plan incluía un viaje de doce años desde la Tierra a Plutón, mapeo desde la órbita, aterrizajes múltiples, una sonda de agua caliente[cita requerida] y una posible producción de propulsión in situ para otro viaje de doce años hacia la Tierra con las muestras. La energía y la propulsión provendrían de un sistema de reactor nuclear MITEE bimodal.
Aunque no sería ésta la que finalmente llegaría a Plutón.

## Nuevos Horizontes
Después de una intensa batalla política, la misión revisada a Plutón denominada Nuevos Horizontes (New Horizons), recibió la financiación necesaria del gobierno de Estados Unidos en 2003, lanzándose con éxito el 19 de enero de 2006. El líder de la misión, Alan Stern, confirmó que parte de las cenizas de Clyde Tombaugh, quien moriría en 1997, fueron colocadas a bordo de la sonda espacial.

Primer avistamiento de Plutón de Nuevos Horizontes en 2006.

New Horizons capturó sus primeras imágenes, aún lejanas, de Plutón a finales de septiembre de 2006, durante una prueba de reconocimiento de largo alcance del reproductor de imágenes. Las imágenes, tomadas desde una distancia de aproximadamente 4,2 mil millones (4,2 000 000 000) de kilómetros, confirmaron la capacidad de la nave espacial de seguir blancos distantes, cuestión crítica para maniobrar hacia Plutón y otros objetos del cinturón de Kuiper. A principios de 2007, la nave hizo uso de la asistencia gravitatoria de Júpiter para llegar a su objetivo.
El 4 de febrero de 2015 la NASA publicó nuevas imágenes de Plutón, tomadas entre el 25 y el 27 de enero por la sonda durante su aproximación. New Horizons aún se encontraba a más de 203 millones de kilómetros de distancia de Plutón. Las fotografías mostraban ya al sistema de Plutón y Caronte, con cierto detalle. El 20 de marzo de 2015, la NASA invitó al público a sugerir nombres para las características superficiales que se descubrieron tanto en Plutón como en Caronte. El 15 de abril de 2015, Plutón fue fotografiado mostrando una posible capa polar Entre abril y junio de 2015, New Horizons comenzó a enviar imágenes cada vez de mejor resolución, y ya excedían la calidad que el telescopio espacial Hubble era capaz de captar.
Las pequeñas lunas de Plutón, descubiertas poco después del lanzamiento de la sonda, fueron consideradas potencialmente peligrosas, pues los restos de colisiones entre ellas y otros objetos del cinturón de Kuiper podrían haber producido un tenue anillo de polvo. Si New Horizons hubiera viajado a través de un sistema de anillos de este tipo, hubiera habido un riesgo inaceptable de impacto de micrometeoritos que hubieran inutilizado la sonda.
El máximo acercamiento a Plutón de la New Horizons tuvo lugar el 14 de julio de 2015, después de un viaje de 3.462 días a través del Sistema Solar. Las observaciones científicas de Plutón comenzaron cinco meses antes del máximo acercamiento y continuaron durante al menos un mes después del encuentro. La sonda utilizó un paquete de detección remoto que incluía instrumentos de proyección de imágenes y una herramienta de investigación de radio, así como experimentos espectroscópicos y otros, encaminados a caracterizar la geología y morfología global del sistema doble Plutón-Caronte, mapear su composición superficial y analizar la atmósfera neutral de Plutón y su tasa de escape. New Horizons también fotografió las superficies tanto de Plutón como de Caronte.